# Wayatinah Lagoon
Die Wayatinah Lagoon ist ein Stausee im Zentrum des australischen Bundesstaates Tasmanien, ca. 37 km südöstlich von Derwent Bridge. Sie liegt im Verlauf des Derwent River, dort, wo der Nive River einmündet.
Der Stausee liegt unmittelbar östlich des Franklin-Gordon-Wild-Rivers-Nationalparks und unmittelbar südlich des Lyell Highway.
Das Wasser dient an der Liapootah Power Station zur Stromerzeugung.